# Lin Tzu-chi
Lin Tzu-chi (chinesisch 林子琦, Pinyin Lín Zǐqí; * 19. März 1988) ist eine  taiwanische Gewichtheberin der 63-kg-Klasse. Ihre  Erfolge sind die Gewinne der Goldmedaillen bei den Asienmeisterschaften im Gewichtheben 2013 in Astana und bei den Asienspielen 2014 in Incheon. Bei letzterem Turnier stellte sie mit einer kombinierten Leistung von 261 kg (Reißen, 116 kg + Stoßen, 145 kg) einen neuen Weltrekord auf.